# 윤길병 (1931년)
윤길병(尹吉炳, 1931년 1월 19일 ~ 1953년 6월 9일)은 대한민국의 군인이다. 그는 사창리 전투, 용문산 전투에 참여하며 큰 전공을 세웠고 812고지 방어전투에서 큰 활약을 펼치지만 그 전투에서 전사하게 된다. 그는 2003년 6월과 2018년 6월 총 2번이나 이달의 호국인물로 선정이 되었다.

## 생애
윤길병 대위는 경상북도 경주시 면면 제평리에서 태어나 1950년에 안동공립사범학교를 졸업한 후 경주 초등학교 교사로 재직하였다. 그가 교사로 재직하고 있는 도중에 한국전쟁이 발발하였고 이에 그는 육군에 입대하는 선택을 하였다. 1951년 11월 19일 육군종합학교에 입교하였고 1952년 1월에 육군 소위 종합15기로 임관하였다. 1953년 5월까지 제6사단 2연대에서 소대장과 중대선임 장교로 복무를 하였고 사창리 전투와 용문산 전투 등에 참가하면서 전공을 세웠다. 이 두 개의 전투로 인해 그는 1951년 12월 전투유공으로 화랑무공훈장을 수여하게 된다. 1953년 1월에 그는 대위로 진급을 하게 되고 제12사단 제37연대 10중대장으로 진급하였다. 그리고 그는 812고지 방어전투에 중대장으로 전투에 임하게 되며 이 전투에서 전사하고 만다. 이 전투에서의 그의 숭고한 애국정신과 공훈을 기려 정부는 1953년 7월에 그에게 1계급 특진(육군 대위 -> 육군 소령)과 함께 충무무공훈장을 추서하였다.  윤길병 소령은 2003년 6월과 2018년 6월 이달의 호국인물로 총 2번 선정이 되었다. 현재 국립대전현충원 장교 제2묘역 212묘판 5342호에 안장되어있다.  2018년 6월 7일 14시에 용산 전쟁기념관 호국추모실에서 유가족과 육군 주요 인사가 참석한 가운데 윤길병 소령을 비롯한 전쟁에서 전사한 많은 고인들을 추모하는 현양행사가 열렸다.

## 참전 전투

### 사창리 전투

#### 내용
1951년 4월 22일에 시작되어 1951년 4월 24일까지 국군 제6사단이 중국인민지원군 제9병단 예하 제20군단의 제 58, 제 59, 제 60사단과 제 40군단의 제 120사단 총 4개의 사단의 집중공격을 3일동안 받고 이를 저지하기 위해 전개한 방어전투이다. 전투 결과 국군 제6사단은 사창리일대에서 매우 큰 피해를 입게 된다. 자세한 내용은 사창리 전투를 참조하기 바란다.

### 용문산 전투

#### 내용
1951년 5월 17일에 시작되어 1951년 5월 21일까지 경기도 양평군 용문면 용문산과 가평군 설악면 지역에서 국군 제 6사단이 중국군 제63군에 속한 3개 사단과 벌인 전투이다. 국군이 큰 승리를 거두었기 때문에 '용문산 대첩'이라고도 부른다. 자세한 내용은 용문산 전투를 참조하기 바란다.

### 812고지 방어전투

#### 내용

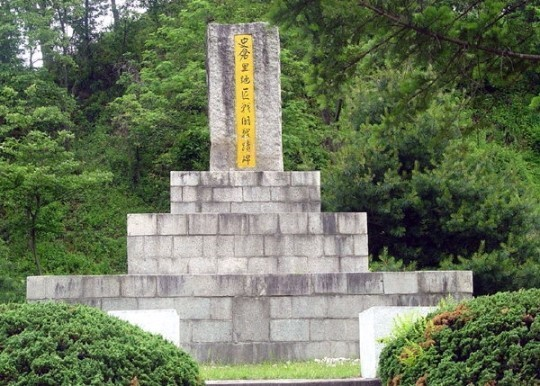
사창리 전투의 전투전적비

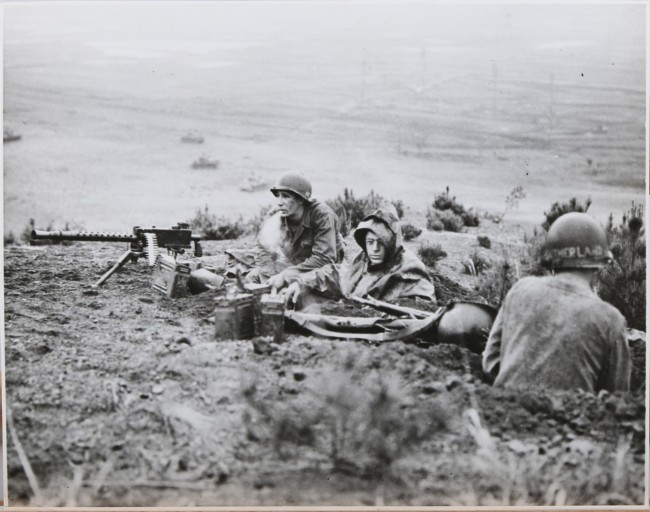
용문산 전투의 전장 상황

전선이 교착된 후 대진상태에서 전지전을 벌이고 있을 때, 국군 8사단과 12사단이 중동부전선의 강원도 인제군에 위치한 서화리 계곡을 감제하는 854고지와 812고지에서 2차에 걸친 조선인민군 제45사단의 공격을 받고 전개한 방어전투이다.  1952년 9월에 조선인민군 제 45사단은 국군 8사단이 담당하고 있던 구역인 854고지와 812고지에 공격을 실시하고 854고지를 점령한다. 그러나 국군 제 8사단은 3일 동안의 교전 끝에 진지를 회복하고, 미 제 45사단에 진지를 인계하고 사창리로 이동하게 되지만 머지 않아 국군 제12사단은 미 제 45사단으로부터 다시 진지를 인수한다. 이후 1953년 6월에 조선인민군 제 45사단은 다시 이 지역을 공격을 실시하고, 국군 제12사단은 7개 포병 대대의 화력 지원과 유엔 공군의 항공근접 지원, 미 해군 전함 미조리호의 함포 지원까지 받으면서 3주 동안의 치열한 교전을 치른다. 3주 동안의 치열한 교전 끝에 국군은 854고지를 확보하는 데에는 성공하지만 812고지는 탈환하지 못한 채 작전을 종결짓게 되었다. 이 전투로, 국군과 조선인민국 모두 많은 피해를 입었다. 결국에는 국군이 812고지 주봉만을 상실한 상태에서 휴전선이 그어지게 된다.

#### 윤길병 대위의 활약

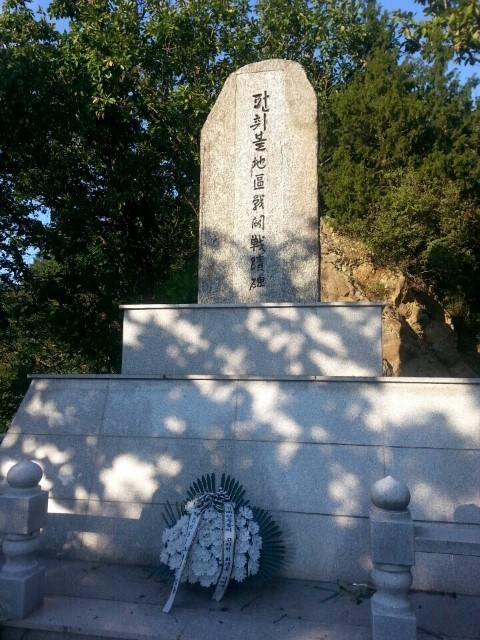
812고지 방어 전투의 전투전적비

현재 휴전선 부근인 38도선 부근에서 고지쟁탈전이 가열되고 있던 당시에 제12사단은 동부전선의 요충지 펀치볼 동쪽에 주둔하며 강원도 인제지역에서 적군의 침투를 차단하는 중요한 임무를 수행하고 있었다. 그리고 결국 1953년 6월 1일에 조선인민군 제45사단은 인제군 서화면 북방에 위치한 서화리 계곡을 감제하는 812고지에 대하여 대대적인 공격을 감행하였다. 윤길병 대위는 제12사단 37연대 3대대 본부중대장으로 812고지 방어전투에 참여하게 되고 1개 대대 규모의 조선인민군과 치열한 공방전을 벌인다. 6월 5일 조선인민군의 공격이 최고조에 달했고 조선인민군은 자신들의 우세한 병력을 앞세워 돌파구를 점차 확대해 가면서 10중대 OP 앞 교통호에까지 침투해왔다. 윤길병 대위는 자신의 중대원들과 함께 수류탄을 투척해가며 조선인민군의 공격을 일시적으로 막는데에는 성공하였지만 시간이 지나자 조선인민군의 공격은 더 심화되었고 중대의 주진지가 점령당하면서 더 이상의 지휘가 불가능하게 되자, 윤길병 대위는 자신의 죽음을 각오하고 진내사격을 요청하여 조선인민군에게 큰 타격을 주었다. 하지만 조선인민군은 진내사격에 개의치 않고 계속 돌격해왔고 결국엔 적들에게 포위가 되고 만다. 6월 9일 조선인민군은 그에게 투항을 강요했으나 그는 끝까지 투항을 거부하고 자신의 중대원들을 안전한 곳으로 대피시키고 최후의 최후까지 진지를 지키다가 적에게 포로가 되는 불명예를 피하기 위해 권총자결을 하였다. 윤길병 대위의 명예로운 죽음을 목도한 52연대 2대대 장병들은 분격하여 마침내 동부전선의 요충지인 812고지를 역습으로 탈환하는데에 성공하였다.

#### 윤길병 대위의 유언
PO호로 진입했던 제10중대 일부 병력중 적에게 포로로 잡히고 휴전 후 포로교환으로 돌아온 생존자의 증언을 빌리면 윤길병 대위는 이러한 유언을 남겼다고 한다.
"너희들은 가망 없는 이 호 속에서 헛되이 죽을 필요가 없다. 일시 포로의 수치를 감수하는 한이 있어도 살아서 훗날에 조국을 위해 다시 싸울 수 있는 길을 택하라. 나는 주진지를 끝까지 지키지 못한 지휘관으로서 중대 전체의 책임을 지고 이 PO호를 나의 무덤으로 삼겠다."
이러한 말을 남긴 후 윤길병 대위는 적들과 끝까지 싸우다가 남몰래 아껴 두었던 최후의 일탄을 머리에 쏘고 자결했다고 한다.

## 같이 보기
- 6ㆍ25전쟁
- 사창리 전투
- 용문산 전투
- 이달의 호국인물

## 참고 문헌
- 『호국의 별』4(국방부)

- 『한국전쟁사』 9(국방부전사편찬위원회,1976)